# Терзян, Ерванд
Ерванд Терзян (англ. Yervant Terzian, арм. Երվանդ Թերզյան; 9 февраля 1939,  Александрия, Египет — 25 ноября 2019, Итака, Нью-Йорк, США) — американский астроном армяно-греческого происхождения. Внёс значительный вклад в область астрономии, в основном в различных областях радиоастрономии.
Заслуженный профессор Корнеллского университета. Почётный доктор наук Университета Индианы (1989), Ереванского государственного университета (1994), Университета Салоник в Греции (1997) и Юнион-колледжа в Нью-Йорке (1999).
Член Международного астрономического союза, Международного союза радионауки, Американского астрономического общества, Армянского астрономического общества и Греческого астрономического общества. Член Американской ассоциации содействия развитию науки. Иностранный член НАН РА.
Директор Нью-Йоркского консорциума космических грантов НАСА для улучшения научного образования (1996). Научный редактор Астрофизического журнала (1989–1999). Председатель Консорциума университетов и институтов США по созданию гигантского радиотелескопа с решёткой квадратного километра (2002). Председатель исследовательского совета Армянского национального фонда науки и образования.
В 1999 году Корнеллский университет учредил фонд «Стипендии бакалавриата Ерванта Терзиана», а в 2009 году — фонд «Ежегодных лекций Ерванта Терзиана по астрономии».

## Биография
Ерванд Терзян родился в Александрии, Египет, в 1939 году и большую часть своего детства прожил в Греции. Его мать — гречанка Мария (урождённая Кириакаки), отец — армянин Бедрос Терзян, переживший геноцид армян.
Ерванд Терзян закончил докторантуру в 1965 году в Университете Индианы, в основном используя новые возможности Национальной радиоастрономической обсерватории. Затем Терзян присоединился к научному персоналу недавно построенного 1000-футового радиотелескопа в обсерватории Аресибо и провёл там остаток своей карьеры, а с 1967 года — на факультете в Корнелле.
Терзян наиболее известен астрономам своими новаторскими работами по радиоизлучению областей H II, планетарных туманностей и нормальных галактик. Его первая рецензируемая статья «Радиоизлучение нормальных спиральных галактик» появилась в журнале ApJ в 1967 году, а последняя «SIGGMA: исследование ионизированного газа в галактике, выполненное с помощью телескопа Аресибо» была опубликована в 2013 году.
Начиная с 1980-х годов профессор Терзян работал с Джорджем Хелу, Стивом Шнайдером и Эдвином Солпитером, его учениками и многими другими над исследованиями межгалактических облаков HI в скоплениях, динамики двойных галактик и кривых вращения галактик в парах и группах с использованием Аресибо.
Однако больше всего он гордился тем, что собрал более двух миллионов долларов для Армянского национального фонда науки и образования.
Область его интересов — физика межзвёздной среды, галактик и радиоастрономия.
Его книга «Планетарные туманности: теория и наблюдения», опубликованная в 1978 году, считается классикой, существенно повлиявшей на направление исследований. Он внёс существенный вклад в создание репутации обсерватории Аресибо, где находится крупнейший в мире радиотелескоп с одной тарелкой.

## Достижения
- В 1984 году он получил премию Кларка за выдающиеся достижения в преподавании;
- в 2004 году он получил Премию выдающихся выпускников Американского университета в Каире;
- в 2008 году он получил Золотую медаль – «высшую награду за научные достижения» от правительства Республики Армения[5];
- в 2018 году НАСА наградило его высшей наградой для неправительственных организаций — Медалью за государственную службу[4];
- Медаль Анании Ширакаци (18 сентября 2012 года, Армения) — по случаю 21-й годовщины независимости Республики Армения, за значительный вклад, внесённый в укрепление связей Родина-диаспора, а также в области сохранения Армении[8][9].